# James Karen
James Karen (născut Jacob Karnofsky; n. 28 noiembrie 1923, Wilkes-Barre, Pennsylvania, SUA – d. 23 octombrie 2018, Los Angeles, California, SUA) a fost un actor american de teatru, televiziune și cinema.

## Viata și cariera
Numele său adevărat este Jacob Karnofsky. S-a născut în Wilkes-Barre, Pennsylvania, fiul unor emigranți evrei ruși, Mae și Joseph H. Karnofsky. A fost încurajat să îmbrățișeze cariera de actorie de către congressman-ul Daniel J. Flood, un amator și iubitor de teatru, care l-a racolat în trupa sa Micul Teatru, din Wilkes-Barre. A urmat cursurile școlii de teatru  Neighborhood Playhouse din New York. Marea sa oportunitate a apărut odată cu interpretarea rolului Karl Malden în producția A Streecar Named Desire de pe Broadway. A jucat în serialul de televiziune As the World Turns, rolul Dr. Burke și, poate cel mai cunoscut rol al său este din producția Eight Is Enough. A fost purtător de cuvânt pentru un lanț de supermarketuri. El se ocupa cu imaginea acestora pe radio și TV. A apărut de asemenea într-un alt serial, Golden Girls. Cele mai notabile producții ale sale sunt Poltergeist, The Return of the Living Dead, Wall Street și The Pursuit of Happyness. A fost căsătorit cu actrița și cântăreața Susan Reed, de care a divorțat și în prezent trăiește alături de Francesca Alba.

## Filmografie
- Toți oamenii președintelui (1976)
- Wall Street (1987)
- În căutarea fericirii (2006)
- First Monday (2002)
- Ultima dragoste (1999)
- Cum să spui adio (1996)
- Raidul (1996)
- Sărutul de noapte bună (1994)
- Succesorul (1990)
- Întoarcerea morților vii II (1988)
- Hardbodies 2 (1986)
- Întoarcerea morților vii (1985)
- Take This Job and Shove It (1981)
- Uluitoarea Grace (1974)
- Hercule la New York (1970)